# Сан Ђорђо ди Валполичела
Сан Ђорђо ди Валполичела је насеље у Италији у округу Верона, региону Венето.
Према процени из 2011. у насељу је живело 240 становника. Насеље се налази на надморској висини од 355 м.